# Helena Flösslerová
Helena Flösslerová (* 11. listopadu 1935) byla česká a československá politička a bezpartijní poslankyně Sněmovny lidu Federálního shromáždění za normalizace.

## Biografie
K roku 1976 se profesně uvádí jako dělnice. Coby dělnice se zmiňuje i k roku 1986. Bydlela v obci Rousínov.
Ve volbách roku 1976 zasedla do Sněmovny lidu (volební obvod č. 107 - Vyškov-Brno-venkov, Jihomoravský kraj). Mandát obhájila ve volbách roku 1981 (obvod Vyškov-Brno-venkov) a volbách roku 1986 (obvod Vyškov-Brno-venkov). Ve Federálním shromáždění setrvala do konce funkčního období, tedy do svobodných voleb roku 1990. Netýkal se jí proces kooptace do Federálního shromáždění po sametové revoluci.